# فورت فرانسس
فورت فرانسس (انگلیسی: Fort Frances) یک شهرک در استان انتاریو، کانادا است که ۷۷۳۹ نفر جمعیت دارد.